# Protitankové zbraně

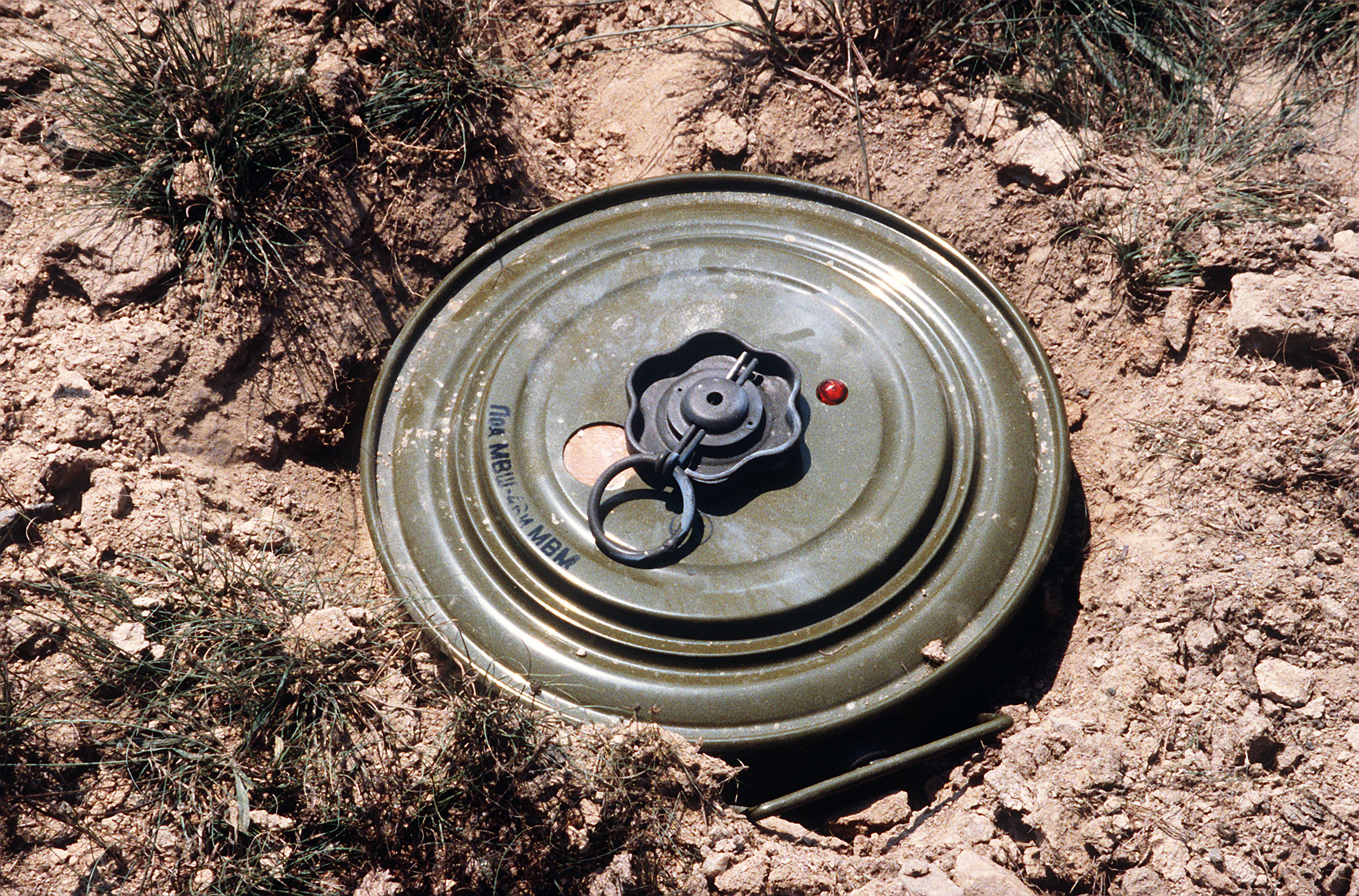
Ruská mina TM-46

Protitankové zbraně jsou zbraně určené přednostně na boj proti tankům a jiným obrněným vozidlům (např. BVP), použitelné jsou i k ničení stálých opevnění, úkrytů a jiných odolných cílů, omezeně jsou použitelné k ničení všech druhů vojenské dopravní techniky a polních opevnění; proti kryté a nekryté živé síle jsou zpravidla účinné málo.
Protitankové zbraně zahrnují velké množství různých druhů zbraní, od individuálních zbraní jednotlivce (ruční protitankové granáty) přes zbraně ve výzbroji pěchotního nebo motostřeleckého družstva (různé druhy reaktivních granátů a protitankové pušky), dělostřelecké zbraně (specializované protitankové kanóny a protitanková / protipancéřová munice pro ostatní dělostřelecké zbraně), letecké protitankové bomby, průbojné letecké rakety a střelivo pro letecké kanóny, ženijní protitankové miny a fugasy, až po protitankové řízené střely všech druhů.
Z hlediska účinku protitankových zbraní na tank možno rozlišit tři způsoby zneškodnění tanku:
- zneškodnění jeho výzbroje a schopnosti vést palbu, především z hlavní zbraně – tankového kanónu, zničení zaměřovačů a pozorovacích přístrojů
- zastavení tanku nebo snížení jeho pohyblivosti – například roztrhnutím pásu nebo jiným poškozením podvozku nebo pohonu tanku
- úplné zničení tanku nebo zneškodnění/zničení jeho posádky

Na zneškodnění zbraní a pozorovacích přístrojů postačuje často běžná (průbojná) munice pro ruční zbraně, problémem je, že tato zařízení představují velmi malé cíle, které je obtížné zasáhnout i z malé vzdálenosti. Podobně na zastavení tanku stačí relativně malá nálož výbušnin, problémem je ale její doprava a umístění na vhodné místo. Zastavený tank je ale už poměrně jednoduché zničit například palbou polního dělostřelectva – je to stacionární cíl, na jehož zničení je polní dělostřelectvo dostatečně vybavené (přímý zásah stropu věže nebo horní části trupu dělostřeleckým granátem ráže víc než 100mm zničí nebo alespoň dlouhodobě vyřadí z boje i většinu moderních tanků).

## Vývoj

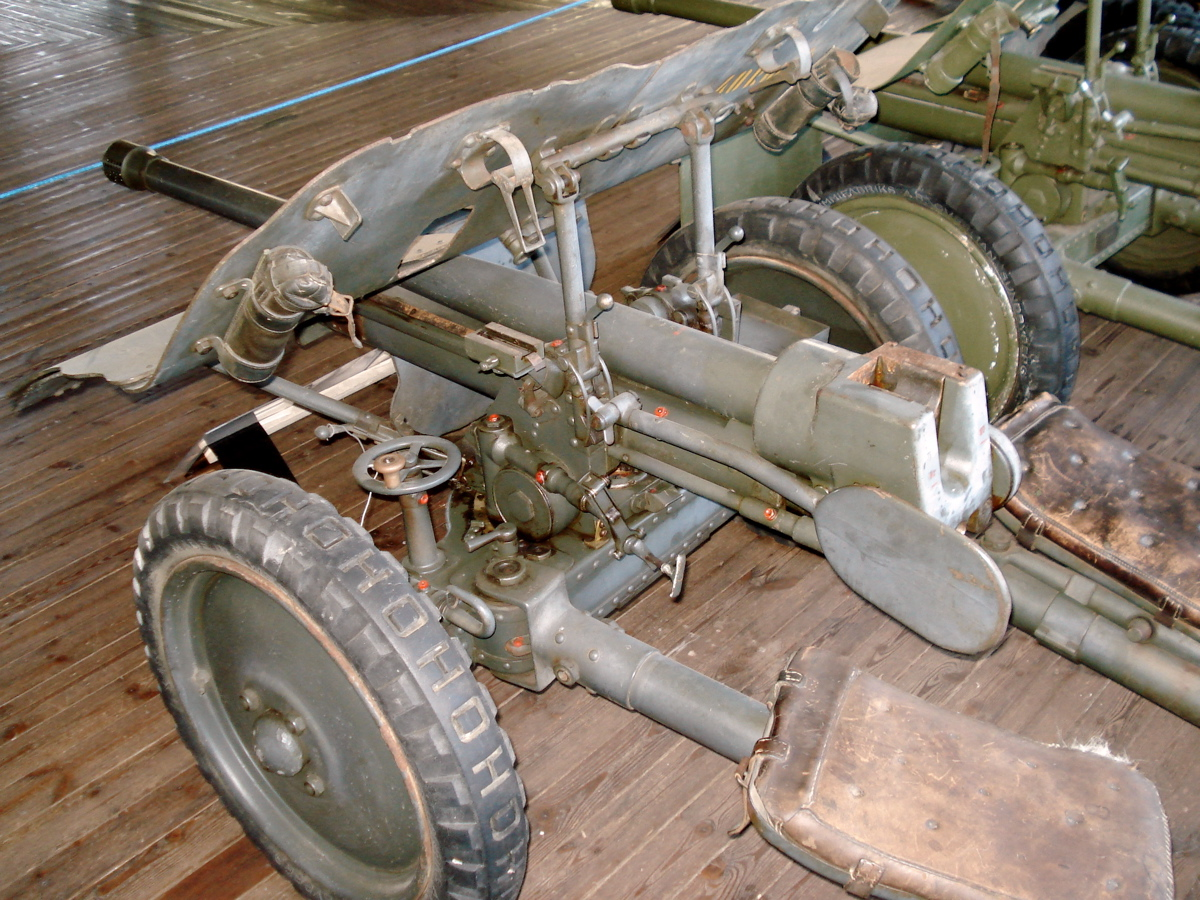
Bofors 37 mm

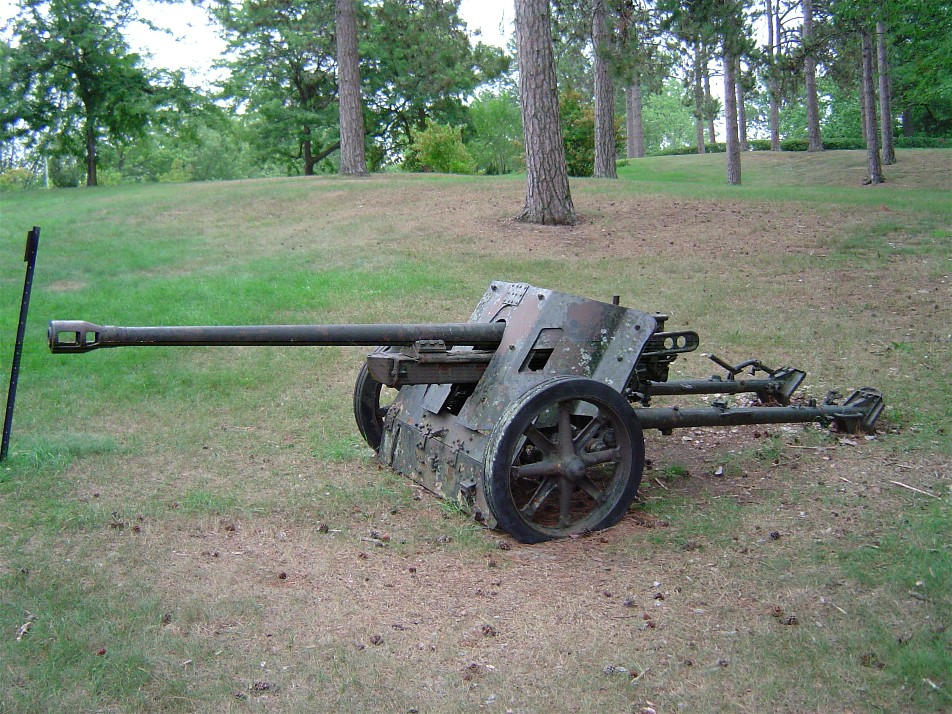
Německý kanon PaK 38

Nejstaršími protitankovými zbraněmi pěchoty byly běžné pušky a kulomety vybavené průbojným střelivem s tvrdým, kaleným ocelovým jádrem. Balistický výkon a dopadová energie průbojných střel z ručních palných zbraní však velmi rychle přestala stačit k přebití rychle se zvyšující tloušťky a kvality tankového pancéřování. Císařské Německo jako první zavedlo v roce 1918 specializovanou protitankovou zbraň – protitankovou pušku Tankgewehr M1918 ráže 13,25 mm a náboj 13,2 mm TuF Mauser. Jednoranná zbraň měla dvoučlennou obsluhu, vážila 16,6 kg a na vzdálenost 100 metrů probila 25 mm ocelový plát a na 500 metrů 20 mm plát.
Druhým protitankovým prostředkem pěchoty byly trhavé ruční granáty, s cílem zvětšit účinnost – spojované do svazků. I zde se však velmi rychle dosáhla mez použitelnosti tohoto bojového vybavení – hmotnost svazku granátů omezovala jeho hod na několik metrů.
Relativně nejúčinnějším prostředkem pro boj s tanky (v době první světové války) byla polní děla, kanóny i houfnice. Na první typy tanků postačila běžná trhavá munice pro polní děla, ale se zdokonalováním tanků přestala stačit jejich přesnost, průbojnost i rychlost palby. V Německu, které nejvíce pocítilo účinnost tanků, vznikla idea protitankového kanónu, ale kapitulace zabránila vzniku byť jen prototypu takové zbraně.
V meziválečném období vznikl především protitankový kanón jako specializovaný typ dělostřelecké zbraně určen přednostně pro boj s tanky. Protitankový kanón byl konstruován pro přímou palbu na pohyblivé obrněné cíle. Typický protitankový kanón se vyznačuje vysokou počáteční rychlostí střely, která zajišťuje probití pancíře tanku, nízkou siluetou, která umožňuje dobré maskování a krytí v terénu a dělá z něho hůře zasažitelný cíl, velkým odměrem vrchní lafety, což umožňuje vést palbu ve větším prostoru bez nutnosti manipulovat s celým kanónem, obvykle je vybaven poloautomatickým klínovým závěrovým systémem, což umožňuje vysokou rychlost palby (krátkodobě až 30–35 výstřelů za minutu). Důležitým požadavkem je i nízká celková hmotnost zbraně, což zvyšuje pohyblivost zbraně v terénu (nesmíme zapomenout, že většina tehdejších děl byla stále tažena koňmi). Požadavek nízké hmotnosti však omezuje použitelný kalibr zbraně a proto většina protitankových kanónů předválečného období měla malou ráži – do 50 mm, jen výjimečně větší.
Výsledkem snah konstruktérů je několik zbraní, s nimiž armády vstoupily do bojů druhé světové války. K nejstarším zbraním patří francouzský 25mm protitankový kanón Hotchkiss, dále stojí za zmínku švédský 37mm protitankový kanón Bofors, zavedený v mnoha armádách západní Evropy a v Polsku, sovětský 37mm protitankový kanón M1930 (1-K) vytvořený na základě licence německé firmy Rheinmetall, německý 37mm protitankový kanón 3,7cm Pak 36 (je velmi příbuzný předešlému sovětskému), britský 40mm protitankový kanón Ordnance QF 2 pounder a starší (z roku 1920) 47mm kanón OQF 3-pounder gun, který však výkonově silně zaostával.
K nejmodernějším a nejvýkonnějším zbraním patřil sovětský 45mm protitankový kanón M1937 (53-K) a německý 50mm protitankový kanón PaK 38.
Ani konstrukce relativně účinných protitankových kanónů však neřešila nejvážnější problém – poskytnout pěchotě účinnou protitankovou zbraň použitelnou v první linii obrany a schopnou doprovázet pěchotu i v útoku. Velmi rychle se ukázalo, že běžné ráže střeliva pěchotních zbraní nemají potřebný výkon a je třeba zkonstruovat nové náboje s velmi vysokým balistickým výkonem, vysokou počáteční rychlostí a vysokou dopadovou energií a k nim samozřejmě příslušné zbraně.
Problém protitankových pušek byl řešen ve více zemích.

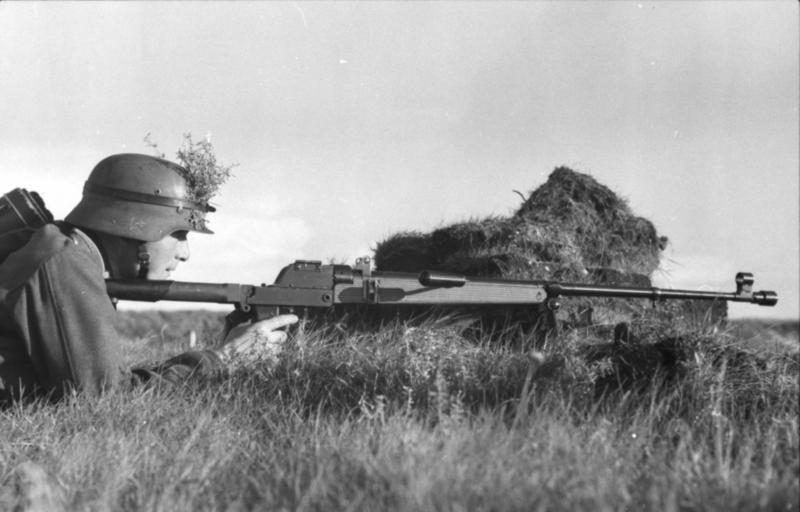
Německý voják s puškou PzB 39 v severní Francii.

V Polsku vznikla protitanková puška Karabin przeciwpancerny wz. 35 pro náboj 7,92 mm DS, v Německu protitanková puška Panzerbüchse 38 (PzB 38) pro náboj 7,92×94 mm a těžká protitanková puška (ve skutečnosti malorážní kanón) 2,8/2 cm Schwere Panzerbüchse 41 (sPzB 41) pro náboj 28× 190 mm, ve Velké Británii vznikla protitanková puška Boys anti-tank rifle pro náboj Kynoch.55 Boys (13,97×99 mm), ve Finsku protitanková puška (ve skutečnosti malorážní kanón ) Lahti L-39 pro náboj 20×138 mm Solothurn Long, v Japonsku protitanková puška (ve skutečnosti opět malorážní kanón ) 97-Shiki (Type 97) ráže 20×125 mm. Do vysokého stupně byly rozpracovány protitankové pušky i v Československu, ale vývoj byl dokončen až během německé okupace a zbraň se dostala do výzbroje německých jednotek SS jako M.SS-41. Vývoj protitankové pušky začal i v Sovětském svazu a dostal se do stádia zavádění protitankové pušky PTR-39 ráže 14,5 mm konstrukce Rukavišnikova, ale po úspěšné německé zpravodajské akci (sovětské rozvědce byla podstrčena dezinformace o vysoké tloušťce pancířů německých tanků)[zdroj?] byla v roce 1940 puška z výzbroje vyřazena. Od roku 1941 byly zavedeny pušky PTRD a PTRS.
Všechny předválečné protitankové pušky měly stejné nectnosti – nízkou průbojnost (jen kolem 30 mm na vzdálenost 100 metrů), vysokou hmotnost – typicky více než 15 kilogramů, ale například Lahti L-39 až 49,5 kg, velmi vysoký zpětný ráz… Výjimkou je pouze německá těžká protitanková puška 2,8/2 cm Schwere Panzerbüchse 41, která na 100 metrů probila až 75mm plát a na 500 metrů stále 40 mm, vážila však také 229 kg a svou konstrukcí (včetně ochranného štítu) patří spíše k malorážným protitankovým kanónům.